# Владимирская классическая мужская гимназия
Владимирская классическая мужская гимназия — среднее общеобразовательное учреждение Российской империи.

## История гимназии
Владимирская гимназия была преобразована 7 августа 1804 года из Главного народного училища, которое располагалось в здании, приобретённом для него в 1799 году — двухэтажный каменный особняк рядовой городской постройки (нынешний адрес — Большая Московская улица, д. 37). 
С самого начала существования гимназии владимирский губернатор И. М. Долгорукий привлёк к преподаванию энтузиастов народного просвещения — Д. И. Дмитревского, А. А. Цветаева; пожертвовал для гимназии свою библиотеку. В 1807 году передал гимназии губернаторский дом (ныне — Большая Московская улица, д. 24). 
В 1835 году было решено при гимназии устроить пансион для детей дворян, для чего у купца Петровского приобретён двухэтажный каменный особняк с мезонином с двумя флигелями (Большая Московская ул., дом 35), рядом с домом Владимирского дворянства. Перестройка здания была поручена губернскому архитектору Е. Я. Петрову, по смерти которого в 1839 году надзор за строительством был поручен московскому архитектору В. Г. Дрегалову. Однако после пожара в 1840 году в это здание была переведена гимназия из собственного пострадавшего здания. В это время в гимназии было всего 103 ученика. В августе 1841 года в этом же здании был открыт и пансион. На первом этаже находилась учительская, зал совета, библиотека, столовая, пансион; на втором — дортуар, зал, физический кабинет, классные комнаты; на третьем — церковь и классные комнаты.
С середины XIX века в преподавании большое место стали занимать естественные науки, стал пополняться физический кабинет; в результате стали появляться выпускники гимназии — физики, географы, математики. 
В 1862 году по инициативе К. Н. Тихонравова был основан краеведческий музей, который разместился в одном из залов гимназии.
В 1870 году по западной границе усадьбы было пристроено двухэтажное каменное крыло. К 1875 году число гимназистов увеличилось до 270 человек и пансионеров до 80.

### В Советское время
- В 1918 году гимназия была преобразована в «Первую советскую школу второй ступени».
- В 1919 году школа была закрыта Советскими властями.
- В 1950 году школа вновь открыта как средняя женская школа № 23.
- В 1954 году заведующим учебной частью Ю. И. Лукьяновым предлагалось присвоить школе № 23 имя А. Г Столетова в связи со 150-летним юбилеем со дня организации гимназии, однако этот вопрос был решён только в 1970 году. В этом же 1954—1955 учебном году в школе № 23 объединили мальчиков и девочек[3].
- В 1962 на базе данного учебного заведения впервые в области была создана средняя школа с углубленным изучением английского языка.
- С 1996 года школа вновь стала называться гимназией.

Современное здание гимназии (Владимир, ул. Парижской Коммуны, дом 45б) построено в 1979 году.

## Директора
- с 1808: Дмитрий Иванович Дмитревский
- с 25.03.1866: Никита Осипович Эмин
- с 01.07.1870: Александр Алексеевич Кривоносов
- с 02.12.1871 (утверждён с 23.12.1872): Николай Александрович Закс
- с 01.07.1877: Иван Егорович Сыроечковский
- с 26.08.1888: Лука Максимович Студенецкий
- с 01.07.1898: Алексей Александрович Стрельцов
- с 19.09.1904: Степан Иулианович Беллевич
- с 07.07.1914: Владимир Васильевич Стогов

## Студенты и педагоги Владимирской гимназии

### Выпускники
- Николай Альбов (1886, с золотой медалью), ботаник
- Константин Бальмонт (1886), поэт[4]
- Александр Безыменский (1916), поэт
- Анатолий Благонравов (1912, с золотой медалью), академик
- Николай Беляев (1908, с золотой медалью) — советский учёный-материаловед, член-корреспондент АН СССР
- Алексей Власов (1888), математик
- Владимир Жинкин (1894)[5]
- Николай Зворыкин (1873, с золотой медалью), физико-метеоролог (дядя В. К. Зворыкина)
- Николай Златовратский (1864), писатель
- Николай Казанский (1869), ботаник[6]
- Дмитрий Кардовский (1886), художник[7]
- Фёдор Кокошкин(1889, с золотой медалью), политический деятель
- Иван Лебедев (1848, с серебряной медалью), педагог, действительный статский советник
- Николай Васильевич Несмеянов (1884, с золотой медалью), директор Бахрушинского приюта в Москве (отец А. Н. Несмеянова)[8]
- Николай Пастушихин (1917), генерал-майор
- Фёдор Саваренский (1901), геолог
- Димитрий Смирнов[9] (1837), писатель, биограф А. С. Грибоедова
- Николай Столетов (1850, с золотой медалью), географ, генерал
- Александр Столетов (1856, с золотой медалью), физик (брат Николая Столетова)[10]
- Сергей Шестернин (1884), юрист
- Александр Эрн (1889 ?), политический деятель

### Учились
- Борис Алябьев, член Владимирской ученой архивной комиссии (не окончил гимназию по болезни; переписывался с Е. Н. Трубецким[11])
- Павел Батурин, революционер-большевик, комиссар 25-й чапаевской дивизии (был исключён за хранение нелегальной литературы)
- Булыгин, Павел Петрович, белоэмигрант (окончив 6 классов он в 1915 году поступил в Александровское военное училище в Москве)
- Николай Воронин, историк (начал учиться в гимназии, а окончил — школу второй ступени)

### Педагоги
- Захарбеков, Александр Алексеевич (ум. 1887) — преподаватель классических языков, впоследствии директор Рыбинской прогимназии.